# 大市场大厅

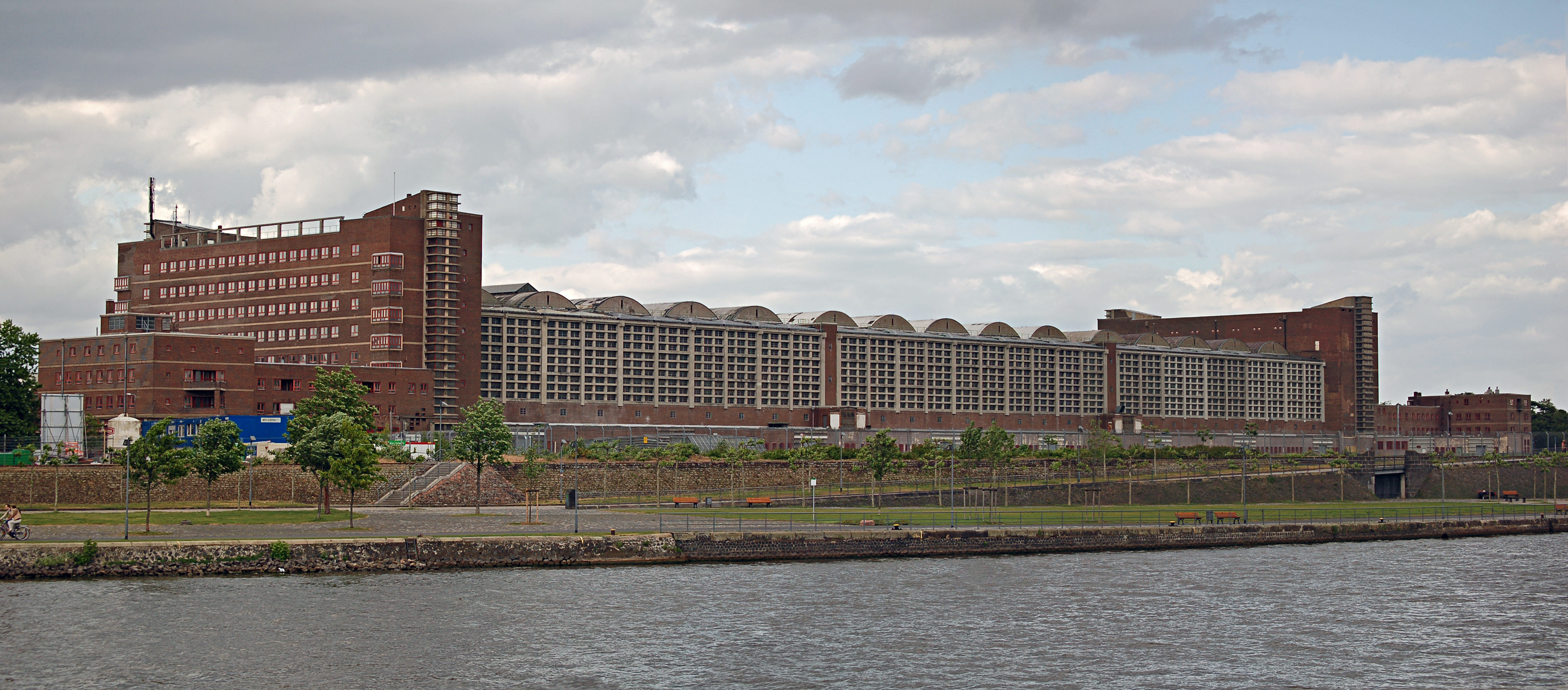

大市场大厅（德語：Großmarkthalle）位于德国法兰克福的东区（Ostend），美因河右岸，是该市的主要批发市场，特别是水果和蔬菜批发。该建筑由Martin Elsaesser设计，是新法兰克福规划的一部分，并被认为是表现主义建筑的一个主要例子。它落成于1928年10月25日，长220米，宽50米，高17至23米，是当时该市最大的建筑，面积达13000平方米。

## 历史
从1941年10月起，纳粹利用大市场大厅作为从法兰克福及其地区驱逐犹太男女的集合点。自1997年以来，在此挂牌加以纪念。
1984年，该建筑列为保护建筑。2004年6月4日，大市场大厅关闭，其批发功能转移到郊区Kalbach-Riedberg。2005年1月1日，大市场大厅交给了欧洲中央银行，其主要部分得以保存。

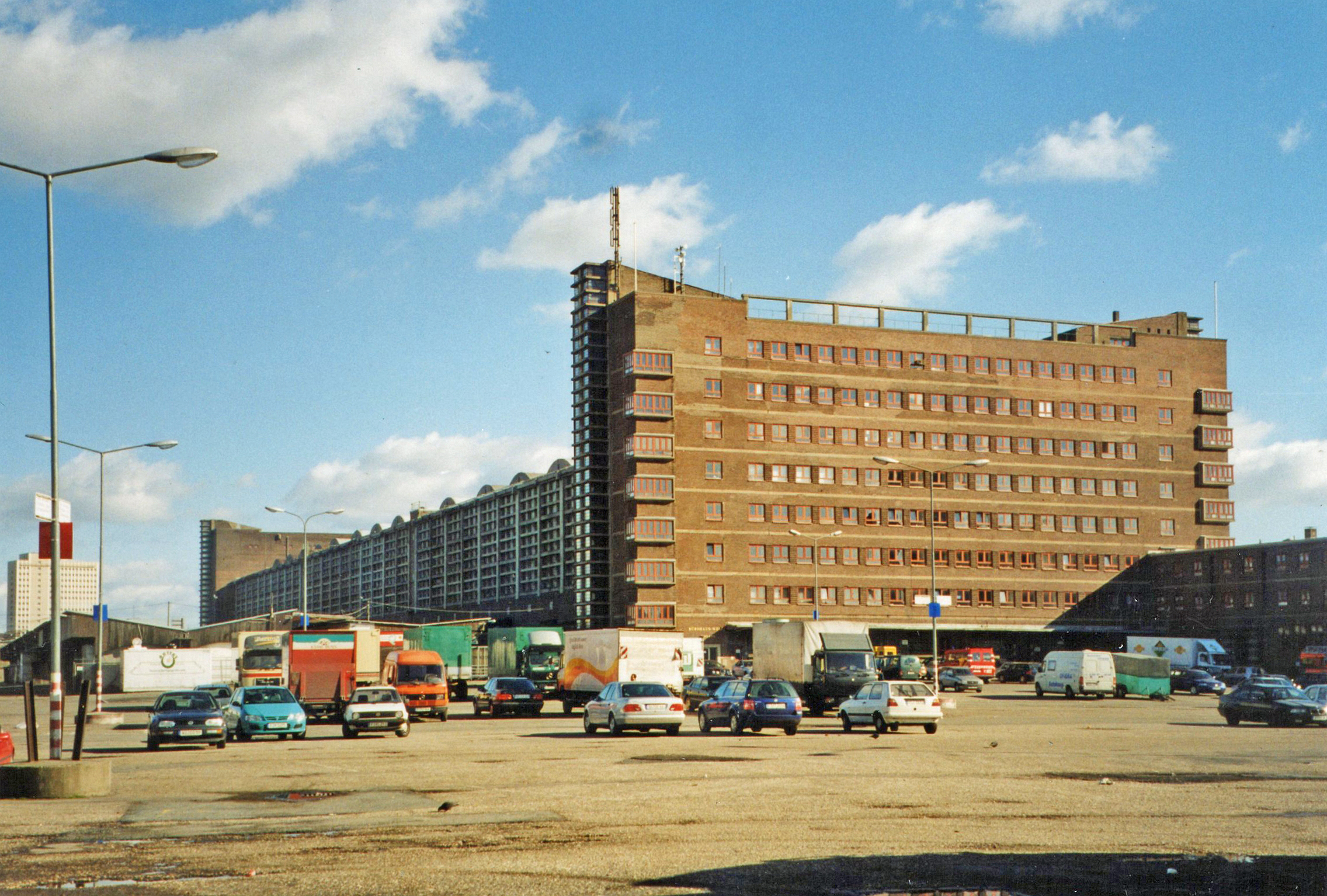
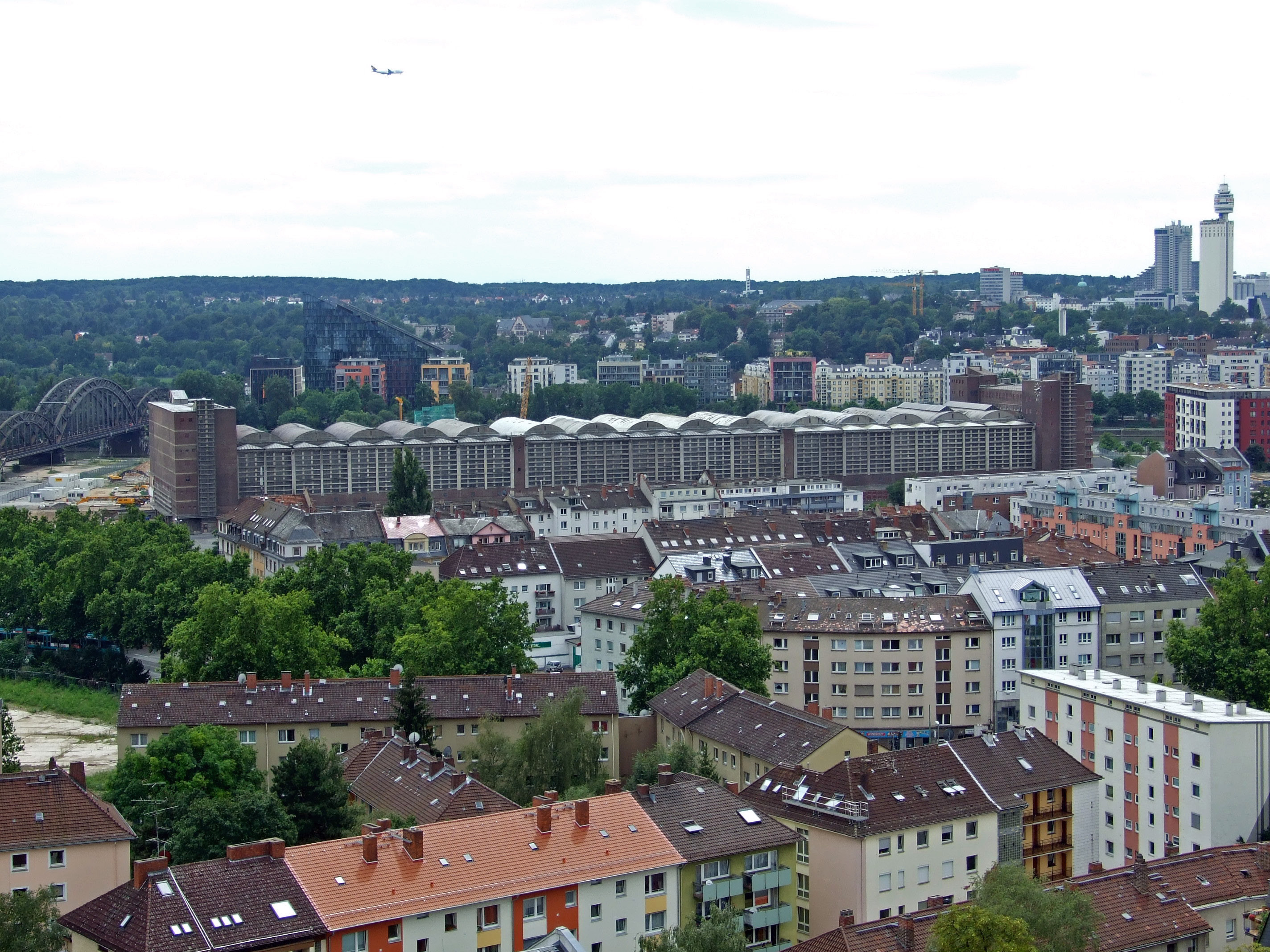
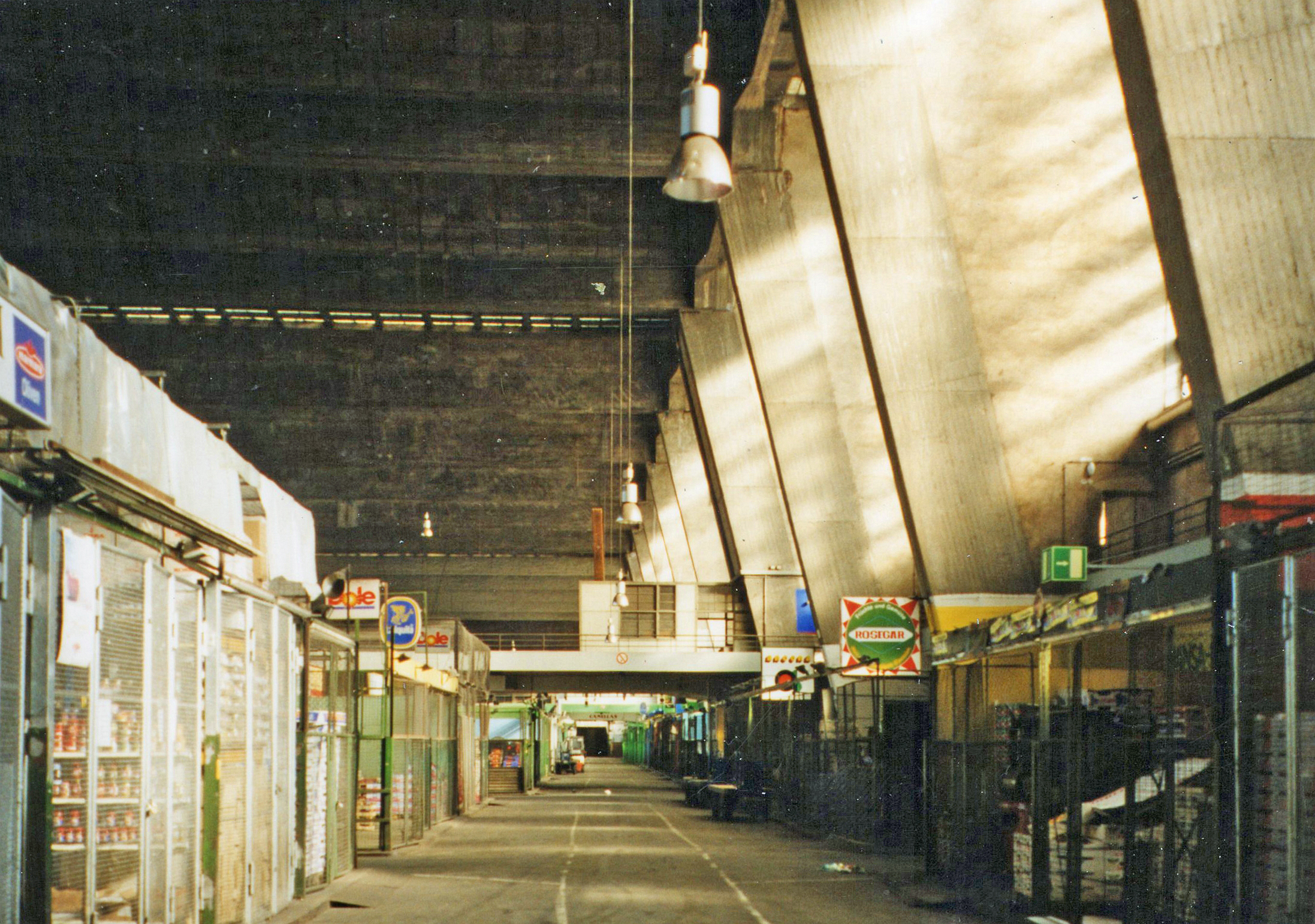
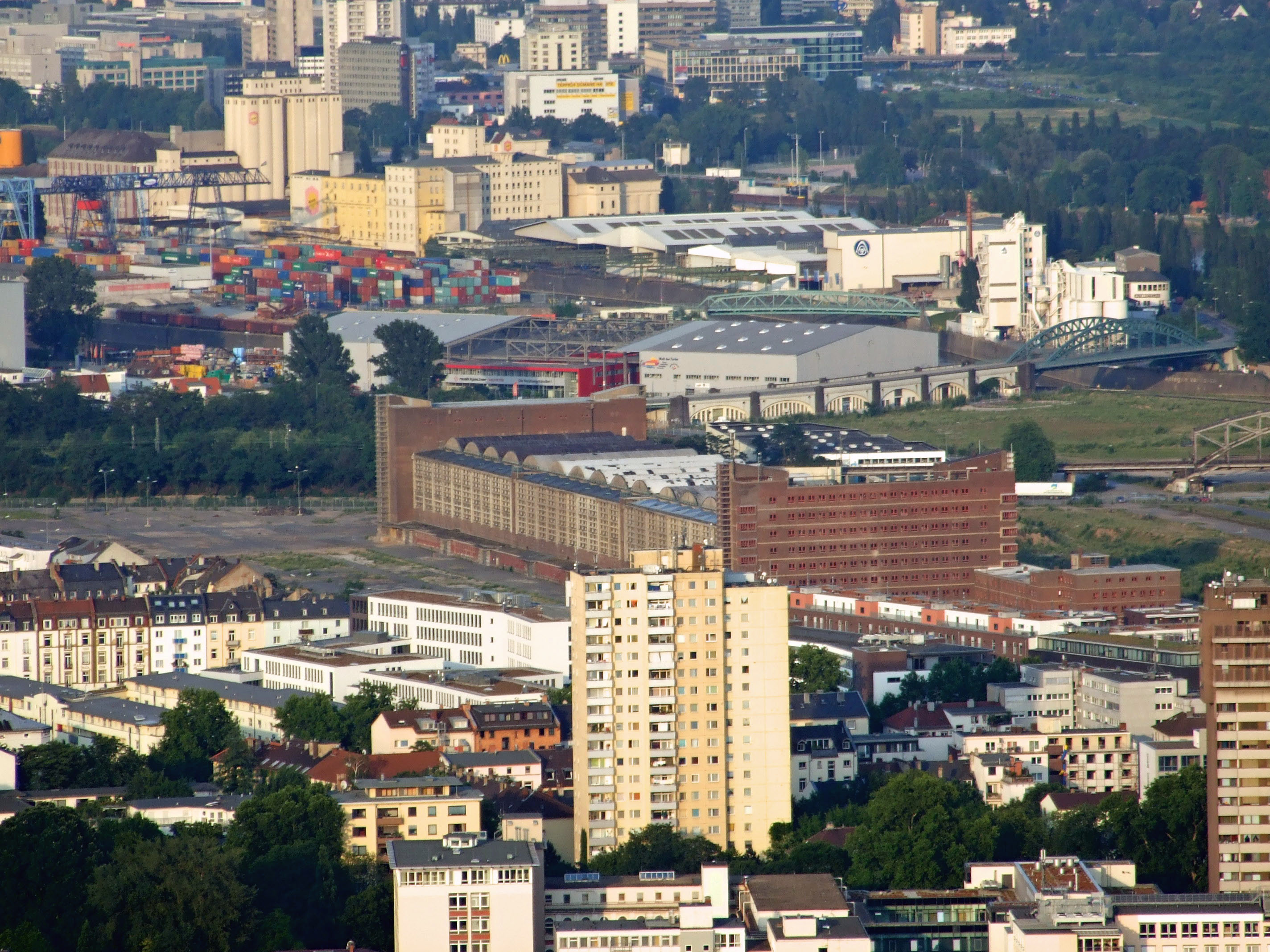